# Popocatépetl
Popocatépetlⓘ, Volcán Popocatépetl (znany też jako El Popo lub Don Goyo) – czynny stratowulkan w Meksyku, na Wyżynie Meksykańskiej, w Kordylierze Wulkanicznej. Znajduje się około 70 km na południowy wschód od miasta Meksyk. Jest drugim pod względem wysokości szczytem Meksyku, po stratowulkanie Pico de Orizaba (5610 m n.p.m.).
Nazwa Popocatépetl wywodzi się z języka Azteków i oznacza „dymiącą górę”, co odnosi się do gęstych chmur dymu wydobywających się z krateru przed erupcjami i w czasie wzmożonej aktywności.

## Charakterystyka
Popocatépetl powstał w trzeciorzędzie. W jego kraterze o średnicy około 600 metrów znajdują się złoża siarki. Wulkan wznosi się powyżej granicy wiecznego śniegu, która przebiega na wysokości 4300 m n.p.m., lecz ze względu na działalność wulkaniczną i towarzyszącemu jej wydzielaniu się ciepła nie powstały tam lodowce. Na stokach wulkanu występuje piętrowość roślinna. Znajdują się tam lasy dębowe, sosnowe, a także jodłowe i daglezjowe. Wraz ze wzrostem wysokości przechodzą one w łąki wysokogórskie.
Popocatépetl od północnej strony jest połączony z wulkanem Iztaccíhuatl wysoką przełęczą zwaną Paso de Cortés. W przeciwieństwie do Popocatépetl na Iztaccíhuatl można się wspinać, jednakże jest to bardzo niebezpieczne.
Oba wulkany znajdują się na terenie, założonego w 1935, Parku Narodowego Iztaccíhuatl-Popocatépetl (hiszp. Parque Nacional Iztaccíhuatl-Popocatépetl) o powierzchni 257 km². W faunie tego parku dominują gatunki takich ptaków jak: drozdy, sikory, zięby oraz strzyżyki. Ponadto występują tam drobne gryzonie.

## Aktywność wulkanu
Od 1347 zanotowano 19 erupcji. W 1947 rozpoczął się okres stałej, wzmożonej aktywności wulkanu. 21 grudnia 1994 roku Popo wyrzucił z krateru gazy i popioły, które zostały przeniesione przez wiatry na odległość 25 km. W 2000 roku dziesiątki tysięcy mieszkańców miejscowości znajdujących się najbliżej wulkanu zostało ewakuowanych na skutek ostrzeżeń naukowców o zbliżającej się erupcji. 2 dni po ewakuacji nastąpił największy w dziejach wybuch tego wulkanu, którego maksimum przypadło na 22 listopada 2003 roku.

## Legendy
Według azteckiej mitologii Popocatépetl i Iztaccíhuatl byli niegdyś ludźmi – zakochanymi w sobie wojownikiem i księżniczką. Iztaccíhuatl zmarła po dojściu do niej nieprawdziwej wieści, jakoby jej ukochany poległ w walce. Gdy ten wrócił, zabrał jej ciało w góry, by tam pogrzebać siebie i ją. Bogowie, litując się nad ich losem, zamienili oboje w góry – uśpioną Iztaccíhuatl i niekiedy w gniewie wyrzucającego z siebie chmury ognia i popiołu Popocatépetla.